# Glibaći
Glibaći este un sat din comuna Pljevlja, Muntenegru. Conform datelor de la recensământul din 2003, localitatea are 111 locuitori (la recensământul din 1991 erau 143 de locuitori).

## Demografie
În satul Glibaći locuiesc 95 de persoane adulte, iar vârsta medie a populației este de 46,4 de ani (41,1 la bărbați și 53,2 la femei). În localitate sunt 38 de gospodării, iar numărul mediu de membri în gospodărie este de 2,92.
Această localitate este populată majoritar de sârbi (conform recensământului din 2003).
|  |

| Demografie | Demografie | Demografie |
| An         | Locuitori  | Locuitori  |
| ---------- | ---------- | ---------- |
|            |            |            |
|            |            |            |
|            |            |            |
|            |            |            |
| 1948       | 279        |            |
| 1953       | 326        |            |
| 1961       | 312        |            |
| 1971       | 322        |            |
| 1981       | 233        |            |
| 1991       | 143        | 143        |
| 2003       | 111        | 111        |

| \| Componența etnică conform recensământului din 2003[2] \| Componența etnică conform recensământului din 2003[2] \| Componența etnică conform recensământului din 2003[2] \| Componența etnică conform recensământului din 2003[2] \| Componența etnică conform recensământului din 2003[2] \| \| ----------------------------------------------------- \| ----------------------------------------------------- \| ----------------------------------------------------- \| ----------------------------------------------------- \| ----------------------------------------------------- \| \| \| \| \| \| \| \| Sârbi \| Sârbi \| \| 103 \| 92,79% \| \| Muntenegreni \| Muntenegreni \| \| 8 \| 7,2% \| \| necunoscută \| necunoscută \| \| 0 \| 0% \| |              |  |     |        |
| Componența etnică conform recensământului din 2003 |              |  |     |        |
| |              |  |     |        |
| Sârbi | Sârbi        |  | 103 | 92,79% |
| Muntenegreni | Muntenegreni |  | 8   | 7,2%   |
| necunoscută | necunoscută  |  | 0   | 0%     |